# 延金鄉
延金鄉，是四川省鄰水縣曾经下辖的一个乡。

## 沿革[1]
- 民國29年(1940年)，延聖鄉與金埡鄉合併為延金鄉。
- 1949年12月，鼎屏區人民政府即成立了延金鄉公所。1950年7月30日，鼎屏區改為第一區後，延金鄉屬第一區(城北區)公所管轄。1953年4月24日，延金鄉公所改稱延勝鄉人民政府。